# Pierre Plantard
Pierre Plantard de Saint-Clair nascido Pierre Athanase Marie Plantard, (18 de Março de 1920 – 3 de Fevereiro de 2000) foi um desenhista francês, mais conhecido por ser o principal autor do boato do Priorado de Sião, pelo qual alegava ser, a partir da década de 1960, o descendente direito da linha masculina direta de Dagoberto II e do "Grande Monarca", profetizado por Nostradamus. Hoje, na França, ele é comumente considerado como um enganador.

## Início
Pierre Plantard nasceu em 1920, em Paris, o filho de um mordomo e uma concierge (descrita como cozinheira de famílias ricas em relatórios policiais da década de 1940).

### Ocupação da França
Após a dissolução da maçonaria do Grande Oriente de França durante a França de Vichy em 13 de agosto de 1940, Plantard escreveu uma carta datada de 16 Dezembro de 1940 ao marechal Philippe Pétain oferecendo seus serviços de colaboracionista do governo, referindo-se a uma "terrível conspiração maçônica e judaica". Em abril de 1941 Plantard escreveu ao chefe de polícia de Paris que seu grupo da Renovação Nacional francesa iria tomar posse das instalações devolutas localizadas na 22 place Malesherbes, 1.º andar, "que estão atualmente a deixar para um Inglês judeu, o Sr. Shapiro, atualmente lutando ao lado de seus companheiros nas forças armadas britânicas." Em 1942 Plantard queria formar uma outra associação, a Galatas Alpha, a adesão era proibida a judeus, mas as autoridades alemãs de ocupação recusaram a criação.